# Edward Jones (Lacrossespieler)
Edward Percy Jones (* 12. Juli 1881 in London; † 17. November 1951 ebenda) war ein britischer Lacrossespieler.

## Erfolge
Edward Jones war bei den Olympischen Spielen 1908 in London Mitglied der britischen Lacrossemannschaft und spielte auf der Position eines Angreifers. Neben ihm gehörten außerdem George Alexander, George Buckland, Sydney Hayes, Reginald Martin, Wilfrid Johnson, Hubert Ramsey, Norman Whitley, Johnson Parker-Smith, Gerald Mason, Charles Scott und Eric Dutton zum Aufgebot. Nach dem Rückzug der südafrikanischen Mannschaft wurde im Rahmen der Spiele lediglich eine Lacrosse-Partie gespielt, die zwischen dem Gastgeber aus Großbritannien und Kanada ausgetragen wurde. Nach einer 6:2-Halbzeitführung gewannen die Kanadier die Begegnung letztlich mit 14:10, sodass Jones ebenso wie seine Mannschaftskameraden die Silbermedaille erhielt.
Jones, der beidhändig war, spielte auf Vereinsebene für den West London Lacrosse Club. Mehrfach vertrat er The South bei den damals prestigereichen Begegnungen gegen The North und betrieb den Lacrossesport bis zum Beginn des Ersten Weltkriegs.